# Joseph François Michaud
Joseph François Michaud (ur. 19 czerwca 1767 w Albens, zm. 30 września 1839 w Passy koło Paryża) – francuski historyk, dziennikarz, publicysta. 

## Życiorys
Był uczniem Woltera i Rousseau. Współpracownik dziennika monarchistycznego „La Quotidienne”. W 1795  skazany zaocznie na śmierć za udział w konspiracji przeciw rządom Dyrektoriatu. Uniknął kary uciekając do Szwajcarii. Za czasów Napoleona Bonaparte został aresztowany, ale pogodził się z nowymi rządami. W 1812 roku otrzymał Legię Honorową, w 1813 roku został członkiem Akademii Francuskiej. Po restauracji Burbonów zwolennik ultrasów. W latach 1830–1831 odbył podróż po Grecji, Azji Mniejszej, Ziemi Świętej, Syrii i Egipcie. Jej rezultatem było korespondencja ze Wschodu (7 tomów). Autor Historii krucjat (t. 1-7, 1812-1822) za którą został nagrodzony medalem przez papieża.

## Wybrane publikacje
- Histoire des progrès et de la chute de l'empire de Mysore, sous les règnes d'Haidar Alî|Hyder-Aly et Tipû Sâhib|Tippoo-Saïb (2 volumes, 1801)
- Le Printemps d'un proscrit, poème en 3 chants, suivi de plusieurs lettres à M. Delille sur la pitié (1803) Texte en ligne
- Biographie moderne, ou Dictionnaire biographique de tous les hommes morts et vivants qui ont marqué à la fin du XVIII et au commencement de celui-ci (4 volumes, en collaboration, 1806)
- Biographie universelle ancienne et moderne : histoire par ordre alphabétique de la vie publique et privée de tous les hommes - 1811, 1re édition, en 85 volumes, 52 de biographies, 3 de mythologie, 30 suppléments de biographies publiés plus tard. 2e édition à partir de 1843, en 45 volumes, qui reprend et complète la première édition et ses suppléments. sur Wikisource.
- Histoire des Croisades (7 volumes, 1812-22) Texte en ligne 1 2 3
- Histoire des quinze semaines, ou le Dernier règne de Bonaparte (1815)
- Bibliothèque des croisades (4 volumes, 1829)
- Correspondance d'Orient, 1830-1831 (7 volumes, en collaboration avec Poujoulat, 1833-35) Texte en ligne 1 2 3 4 5 6 7
- Nouvelle Collection de Mémoires pour servir à l'histoire de France depuis le XIII siècle jusqu'à nos jours (32 volumes, en collaboration, 1836-39)
- Veillées de famille, contes instructifs et proverbes moraux en français, en italien, en anglais, et en allemand. Ouvrage nouveau à l'usage de l'enfance et de la jeunesse de tous les pays (avec Charles Nodier, 1837)

## Wybrane publikacje w języku polskim
- Dzieje wypraw krzyżowych podług Michaud i innych źródeł, oprac. Z. Kwieciński, Warszawa: M. Arct 1905.